# (86296) 1999 VA21
1999 في أي 21 (ويعرف أيضًا باسم (86296) 1999 في أي 21 وفق تسمية الكوكب الصغير) (بالإنجليزية: 1999 VA21)‏ هو كويكب ضمن حزام الكويكبات؛ وترتيبه 86296 من حيث الاكتشاف.
اكتُشف هذا الجُرم الفلكي بواسطة Atsushi Sugie ‏ في 9 نوفمبر 1999.

## وصلات خارجية
- (86296) 1999 VA21 في قاعدة بيانات مختبر الدفع النفاث لأجرام النظام الشمسي الصغيرة

- الاكتشاف · مخطط المدار ·  العناصر المدارية · المعلمات المادية

- (86296) 1999 VA21 على موقع ويكي سكاي: DSS2, SDSS, GALEX, IRAS, Hydrogen α, X-Ray, Astrophoto, Sky Map, Articles and images